# ریپاسودیل
ریپاسودیل (انگلیسی: Ripasudil) یک مشتق از فاسودیل و یک داروی مهارکننده روکیناز است که برای درمان گلوکوم و فشار خون بالا به کار می‌رود.